# Конституционный референдум в Иране (1963)

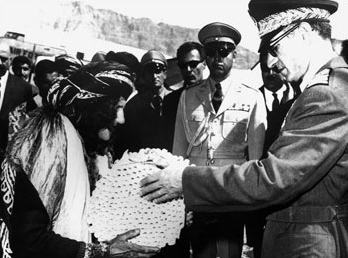
Шах Мохаммед Реза Пехлеви выдаёт крестьянам документы на право собственности на землю

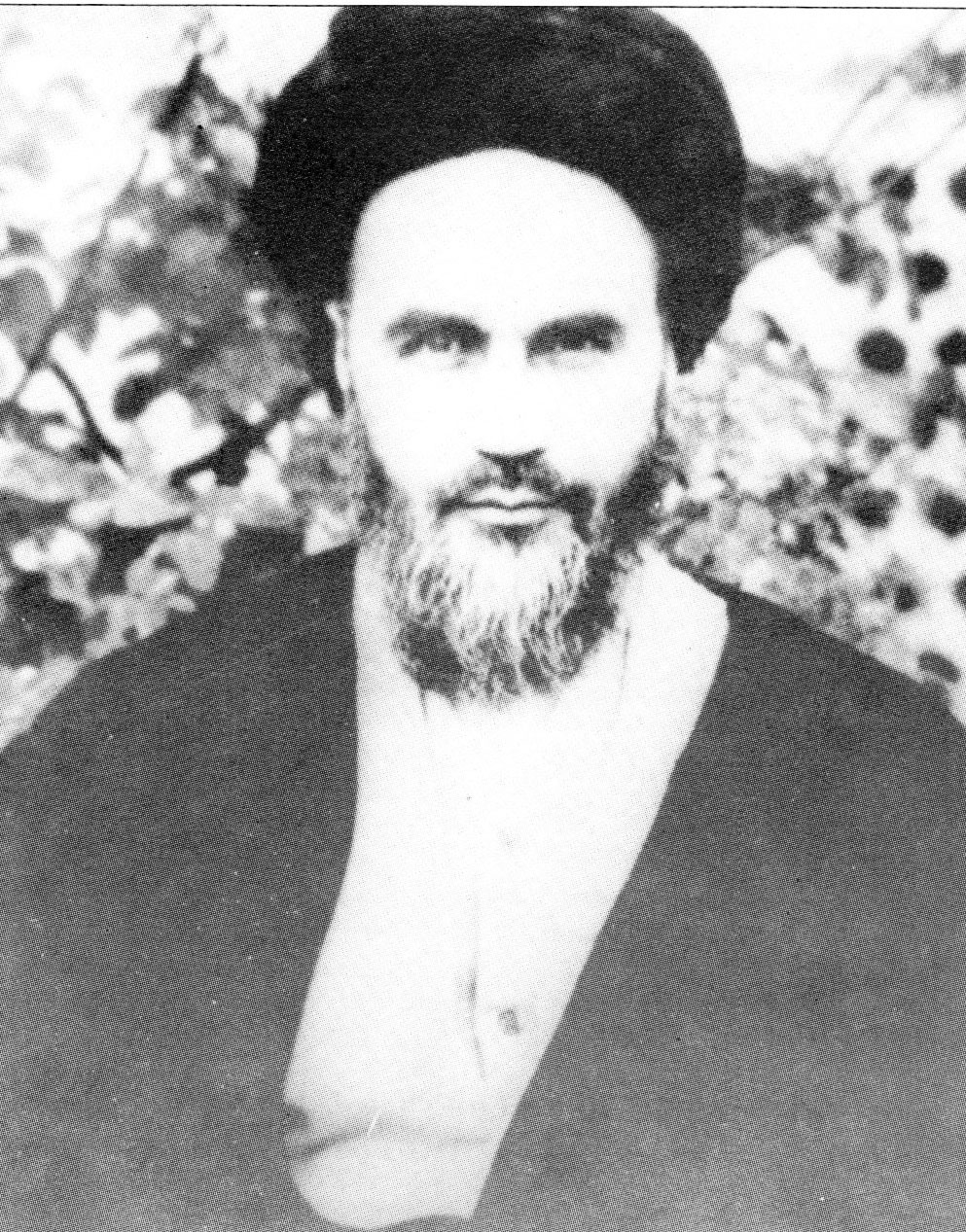
Аятолла Хомейни, 1963

Конституционный референдум был проведен в Иране 26 января 1963 года. Избирателям было предложено одобрить или отклонить реформы, предпринятые в результате так называемой Белой революции 1963 года, которые, в частности, включали предоставление женщинам права голоса, введение обязательного начального образования, проведение аграрной реформы и ликвидацию ряда феодальных пережитков. Абсолютное большинство принявших участие в референдуме проголосовало за реформы, что вызвало резкое недовольство крупных землевладельцев и исламского духовенства во главе с аятоллой Хомейни.
| Вариант ответа          | Число голосов | %    |
| ----------------------- | ------------- | ---- |
| За                      | 5 589 711     | 99,9 |
| Против                  | 4115          | 0,1  |
| Испорченные бюллетени   |               | -    |
| Всего                   |               | 100  |
| Источник: Nohlen et al. |               |      |